# Wilbur Schramm
Wilbur Lang Schramm (Marietta, Ohio, 5 de agosto de 1907 – 27 de diciembre de 1987), fue comunicólogo estadounidense.
Fundó el Taller de Escritura de Iowa en 1935 y fue su primer director hasta 1941. Schramm influyó en establecer la Comunicación como campo de estudio en los Estados Unidos estableciendo departamentos de estudios de comunicación en sus universidades. Por eso se le considera el fundador de esta disciplina en los EE. UU. Fue el primero en identificarse como alumno de Comunicación y creó el primer grado académico incluyendo en los programas esta materia, además de educar a la primera promoción de alumnos de Comunicación. El programa Schramm de comunicación, en la Escuela de Iowa de Periodismo, fue un proyecto piloto para el programa de doctorado y el instituto de investigación en Comunicación fundado en 1947 en Urbana (Illinois). Allí Wilbur Schramm puso en marcha estos programas que continúan hoy en día.

## Adolescencia y educación
Schramm Nació en Marietta, Ohio, en una familia armónica  de clase mediana cuya ascendencia  de Schrammburg, Alemania. Su padre Schramm tocaba el violín, su madre Louise el piano, y Wilbur Schramm tocaba la flauta. 
Su padre era un abogado en Marietta, Ohio 
. Debido a su nombre teutónico, la práctica legal de su padre padeció.
Wilbur Schramm "Adolecia de tartamudeo, el cual en el tiempo, dificultó su discurso, y cuál nunca plenamente conquiste". Schramm Desarrolló un tartamudeo severo a sus cinco años debido a un impropiamente tonsilectomy. el tartamudeo de Schramm era traumático para él y evitaba hablar en público. En vez de dar el valedictory dirección en su graduación de instituto, Schramm tocó la flauta en cambio.
Se graduó Phi Beta Kappa de Marietta Universidad, donde reciba una educación de grado en ciencia política mientras trabajaba como reportero y editor en La Marietta Heraldo Diario. Cuándo se graduó de Marietta Universidad en historia y ciencia política en 1929,  dé un valedictory discurso. Reciba el grado de un maestro en civilización americana de Universidad de Harvard, donde trabajó como reportero para El Heraldo de Boston.
Dejó Harvard para Iowa en 1930 (principalmente debido al tartamudo de Lee Edward Travis en clínica en Ciudad de Iowa).
En 1932, recibe un Ph.D. En literatura americana de la Universidad de Iowa donde estudió con Norman Foerster. Escriba su disertación encima Henry Wadsworth Longfellow poema de épica, La Canción de Hiawatha. Bajo una Beca de Búsqueda Nacional, trabaje con psicólogo fisiológico renombrado Carl Seashore y completó un dos-año postdoctoral curso en psicología y sociología.

## Carrera

### Inicio de la carrera (1930s)
En 1935 fue contratado como ayudante de un profesor en la Universidad de Iowa, dentro del departamento de Inglés (fue promovido para ser profesor en 1939, profesor lleno en 1941). En 1935,  fundó una revista literaria llamada Prefacios americanos: Una Revista de Escritura Crítica e Imaginativa, porque busque para "proporcionar un sitio donde los escritores americanos jóvenes podrían escribir el 'prefacios' a sus carreras". En 1936 fundó el tallerde escritores de Iowa Taller.
Las historias propias suyas resultaron en su premio del O. Henry Premio para ficción en 1942 para su cuento "Windwagon Smith". Su interés extendido allende la tradición humanística, y algunos de su trabajo temprano examinaron las condiciones económicas que rodean la publicación de cuentos Chaucer, y reacciones de audiencia a la poesía escrita en metros diferentes.
El estallido de Segunda Guerra Mundial dirigió Schramm para unir la Oficina de Información de Guerra en 1941 para investigar la naturaleza de propaganda; fue durante este tiempo cuándo empezó a emplear metodologías bien fundamentadas.

### Después de la carrera (1943–1975)
En 1943, Schramm regresó a la academia como director de la Universidad de la escuela de Iowa de Periodismo. En 1947 se fue a la Universidad de Illinois en Urbana-Champaign como director del Instituto de Búsqueda de Comunicaciones, el cual instaló como "flexible y no territoria" organización de departamentos académicos tradicionales.
En 1955 estuvo en la universidad de Stanford a sevir como fundador y director del Instituto para Búsqueda de Comunicación hasta 1973. En 1961 esté nombrado Janet M. Peck Profesor de Comunicación Internacional hasta que se retire tan profesor emeritus en 1973. De 1959 a 1960 sirvió como Amigo en el Centro para Estudio Adelantado en las Ciencias Conductistas. De 1973 a 1975, Schramm sirvió como Director del centro de Comunicación del instituto Del oeste en Honolulu, Hawái, y más tarde aguantó los títulos de Director Emeritus y Socio Sénior Señalado.

## Vida más tardía
En 1977 Schramm se asentó en Honolulu, Hawái,  y era activo en el Instituto de Comunicación del centro oeste hasta que muera el 27 de diciembre de 1987, a sus 80 años se encontraba en su casa. Schramm sobrevivió por su mujer Elizabeth, hija Mary Coberly, y un nieto.

## Desarrollo
La carrera académica suya le tomó alrededor del mundo, cuando conducía una búsqueda "evaluando comunicaciones de masa en Asia y África, reforma educativa en El Salvador, televisión en Samoa americano, el uso del satélite que retransmite en India y el diseño de una universidad abierta en Israel".
Schramm Era especialmente influyente para sus 1964 Medios de comunicación de masas de libro y Desarrollo Nacional qué estuvo publicado conjuntamente con UNESCO, el cual eficazmente empezó la búsqueda en el enlace entre la tecnología de comunicación y desarrollo socioeconómico.
En Medios de comunicación de masas y Desarrollo Nacional (1964) Schramm dijo que los medios de comunicación de masas en países en desarrollo, necesitaron tres funciones—aquellos de vigilante, fabricante de política, y profesor para cambio y modernización.

## Trabajos
Escribió 30 libros sobre comunicación.
Sus libros incluye Medios de comunicación de masas en Sociedad Moderna (1949), Calidad en Televisión Educativa (1971), y Circulación de Noticias en el Tercer Mundo (1981). Antes de su muerte completó Historia de Comunicación Humana, el cual es para ser publicado pronto.
- Windwagon Smith y Otro Yarns. Nueva York: Harcourt, Compañía & de Tirante. 1947.
- Schramm, W. (Ed.). (1949). Comunicaciones de masa. Urbana, IL: Universidad de Prensa de Illinois.
- John W. Riley, Jr. (1951). Los Rojos Toman Una Ciudad: La Ocupación Comunista de Seúl, con Cuentas de Testigo presencial. New Jersey: Rutgers Prensa Universitaria.
- Schramm, W. (Ed.). (1960). Comunicaciones de masa (2.º ed.). Urbana, IL: Universidad de Prensa de Illinois.
- Schramm, W. (1963). La ciencia de comunicación humana. Nueva York: Libros Básicos.
- Medios de comunicación de masas y Desarrollo Nacional: La Función de Información en los Países En desarrollo. Stanford Prensa universitaria. 1964. ISBN 9780804702270.
- Schramm, W. (1988). La historia de comunicación humana: la cueva que pinta a microchip. Nueva York: Harper & Fila.
- Schramm, W. (1997). Los Principios de Estudio de Comunicación en América: Un Personal Memoir. Robles de millar, CA: Sage.
- Schramm, W., & Lerner, D. (Eds.). (1976). Comunicación y cambio: Los últimos diez años y el próximos. Honolulu, HOLA: Universidad de Prensa de Hawái.
- Schramm, W., & Roberts, D. F. (Eds.). (1971). El proceso y efectos de comunicación de masa (Rev. ed.). Urbana, IL: Universidad de Prensa de Illinois.
- (Póstumo) Chaffee, Steven H.; Rogers, Everett M., eds. (1997). Los Principios de Estudio de Comunicación en América: Un Personal Memoir. Robles de millar, CA: Publicaciones de SALVIA. ISBN 978-0761907169.

## Contribuciones
- Wilbur Schramm Estableció las primeras unidades académicas comunicación "llamada" en Illinois y entonces en Stanford.[10]
- Suyo la mayoría de producto importante era indudablemente el nuevo Ph.D.s En comunicación quién enmarcó fuera a través del mundial después de estudiar con Schramm en Stanford, para extender el concepto de estudio de comunicación.[10]